# 雅礱白魚
雅礱白鱼（学名：Anabarilius liui yalongensis）为輻鰭魚綱鯉形目鯝科白鱼属的鱼类，分布于亞洲中國雲南省雅礱江流域，棲息在中底層水域。

## 扩展阅读
維基物種上的相關：雅礱白鱼